# مرقد زيد
مرقد زيد (بالفارسية: امامزاده زید) هو مرقد شيعي تاريخي يعود إلى السلالة الصفوية، ويقع في طهران.